# 필리핀의 코로나19 범유행
다음은 필리핀에서의 코로나19 범유행에 관한 설명이다.

## 경과
2020년 1월 30일, 첫 확진자가 나왔다.
2020년 2월 2일, 첫 사망자가 나왔으며 이는 중국 본토 이외의 지역에서의 첫 사례이다.
2020년 3월 7일, 6번째 확진자가 나왔는데 이틀 전 확진된 5번째 확진자의 배우자로 밝혀졌다.
2020년 3월 9일, 10건의 확진 사례가 추가되어 누적 확진자는 총 20명으로 늘어나게 되었다. 3월 9일 월요일 저녁, 두테르테 대통령은 공공 보건 비상을 공식적으로 선포하였다. 이날부터 메트로 마닐라 지역에서 모든 형태의 수업을 중단한다고 대통령은 밝혔으며 이후에 4건의 확진 사례가 추가되어 총 24명의 확진 판정을 받게 되었다.
2020년 3월 11일, 11건의 확진 사례가 추가되어 누적 확진자는 총 49명으로 늘어났음이 확인되었다.
2020년 3월 14일, 47건의 확진 사례가 추가되었으며 총 111명이 확진된 것으로 확인되었다.
2020년 3월 17일, 45건의 확진 사례가 추가되었으며 총 187명이 확진된 것으로 판명되었는데, 이러한 사례를 계기로 필리핀 보건부는 필리핀이 지역 사회 감염 단계로 이행되었다고 밝혔다.
2020년 3월 20일, 행정 명령을 내린지 3일 만에 대통령을 비롯한 각 행정부가 지역 사회 감염 확산을 늦추기 위해 행정적 절차에 돌입했다고 두테르테 대통령이 밝혔다. 하지만 13건의 확진 사례가 추가되었으며 이로 인해 18명의 사망자를 포함해 총 230명의 확진자가 누적되었다.